# Douglas A-33
El Douglas A-33 (Model 8A-5) fue una versión mejorada del monoplano biplaza de ataque Northrop A-17 para el mercado de exportación, con un motor más potente y una mayor carga de bombas.

## Desarrollo y diseño
Aparte de las mejoras, el avión pasó a llamarse Douglas 8A en 1937. La razón del cambio de nombre de este modelo es debida a que en 1932, Douglas Aircraft adquirió el 49% de los valores de la Northrop Corporation y completó la producción de este modelo con su nombre, fabricándose en El Segundo Division.
El 8A-5 estaba equipado con un motor Wright R-1820-87 de 1200 hp, y fue el modelo más potente y mejor armado de la serie, dotado de cuatro ametralladoras alares de 7,62 mm, dos ametralladoras de 12,7 mm en soportes subalares y otras dos ametralladoras de 7,62 mm de tiro trasero en un montaje flexible. Podía llevar hasta 816,5 kg de bombas.

## Historia operacional
A principios de 1940, Noruega ordenó 36 aviones 8A-5, que no habían sido entregados cuando el país fue invadido por los alemanes. Completados entre octubre de 1940 y enero de 1941, los aviones fueron entregados en Canadá a un centro de entrenamiento formado por el gobierno noruego en el exilio, conocido como Little Norway, en el Toronto Island Airport, Ontario.
Tras perder dos aviones en accidentes, los treinta y cuatro restantes fueron vendidos a Perú, sin embargo treinta y uno fueron incautados en 1942 por las Fuerzas Aéreas del Ejército de los Estados Unidos al inicio de la Segunda Guerra Mundial, para utilizarlos en funciones de ataque. Designados A-33, estos aparatos fueron destinados a realizar tareas de entrenamiento, remolque de blancos y como utilitarios.
En 1943, 13 de estos aviones fueron finalmente entregados a Perú, donde sirvieron hasta 1958.

## Variantes
Northrop A-17
Nombre del diseño original de la compañía Northrop.
Model 8A-5
Versión del modelo bajo el nombre dado por la compañía Douglas, 36 construidos.
A-33
Designación dada por el Cuerpo Aéreo del Ejército de los Estados Unidos a los 8A-5.

## Operadores
Estados Unidos

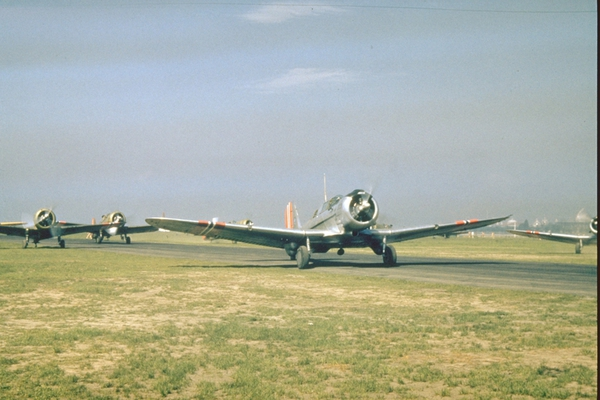
Douglas 8A-5 noruegos.

- Cuerpo Aéreo del Ejército de los Estados Unidos

 Noruega
- Little Norway

 Perú

## Especificaciones (A-33)
Referencia datos: McDonnell Douglas Aircraft since 1920

### Características generales
- Tripulación: Dos
- Longitud: 9,9 m (32,5 ft)
- Envergadura: 14,6 m (47,7 ft)
- Altura: 2,8 m (9,3 ft)
- Superficie alar: 33,7 m² (362,8 ft²)
- Peso vacío: 2499 kg (5507,8 lb)
- Peso cargado: 3901 kg (8597,8 lb)
- Peso máximo al despegue: 4173 kg (9197,3 lb)
- Planta motriz: 1× motor radial de 9 cilindros y refrigerado por aire Wright GR-1820-G205A Cyclone.
  - Potencia: 895 kW (1234 HP; 1217 CV)

### Rendimiento
- Velocidad máxima operativa (Vno): 399 km/h (248 MPH; 215 kt) a 4785 m
- Techo de vuelo: 8840 m (29 003 ft)
- Ascenso a 3050 m (1000 pies): 5,8 min.

### Armamento
- Ametralladoras: 

  - 4 Browning M1919 de 7,62 mm en las alas
  - 2 de 7,62 mm en la cabina trasera
- Bombas: 820 kg

## Aeronaves relacionadas

### Desarrollos relacionados
- Northrop A-17

### Secuencias de designación
- Secuencia A-_ (Aviones de Ataque del USAAS/USAAC/USAAF, 1924-1947): ← A-30 - A-31 - A-32 - A-33 - A-34 - A-35 - A-36 →